# Salicilati

L'acido salicilico, precursore della classe

I salicilati sono una classe di farmaci antinfiammatori non steroidei così chiamati perché strutturalmente e storicamente derivati dall'acido salicilico.

## Storia

### Uso tradizionale
L'uso dei salicilati inizia nel corso del Settecento, con i primi resoconti medici sul trattamento di febbre ed infiammazione con preparazioni a base di corteccia di salice, da parte del pastore inglese Edward Stone, nel 1763. Nella sua lettera il pastore Stone descriveva la sua esperienza di sei anni sull'uso di un estratto della corteccia di salice nel trattamento della febbre, con risultati positivi.
Ulteriori resoconti medici sugli effetti antipiretici e analgesici del salice si hanno nel 1772 (Gunzius), nel 1778 (van Geuns), nel 1792 (Samuel James) e nel 1803 (Wilkinson). I primi tentativi di isolare il principio attivo dalla corteccia del salice si devono a William White, farmacista di Bath. Va segnalato che questi primi resoconti medici non fecero altro che attribuire credibilità scientifica a preesistenti credenze sulle proprietà terapeutiche della corteccia del salice, già riportate da Ippocrate, presenti nel papiro di Ebers e in alcune tavolette sumeriche del III millennio a.C.

### L'isolamento della salicina

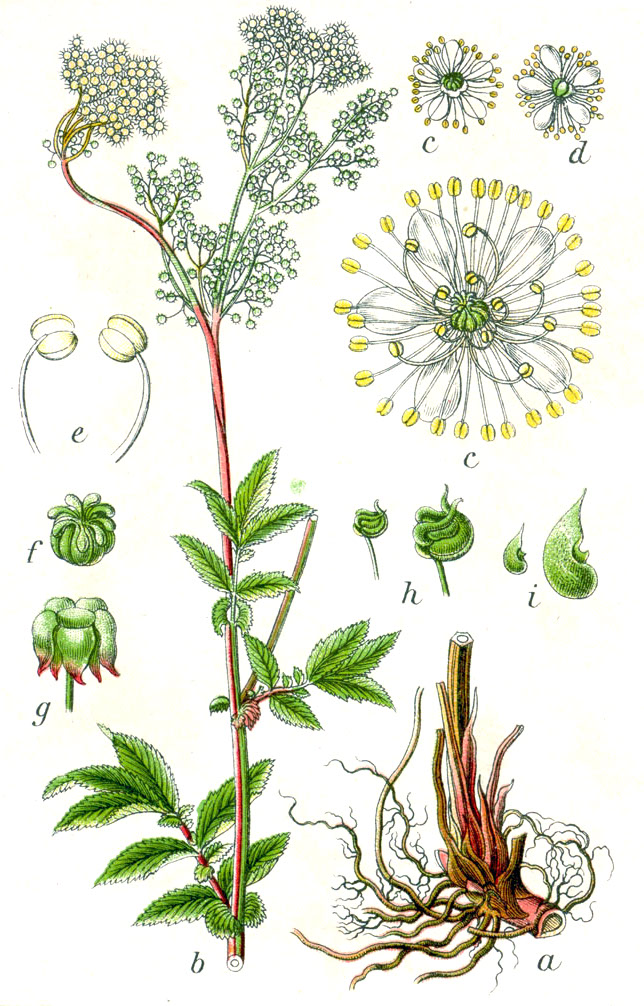
Spirea, o Filipendula ulmaria, all'origine dei nomi Spirsäure (tedesco per "acido salicilico") e, indirettamente, aspirina.

I salicilati sono presenti nelle piante sotto forma di glicosidi, in particolare salicina, glucoside formato da glucosio e alcool salicilico presente nella corteccia di alcuni salici (S. alba, S. fragilis) ed altre piante (in particolare del genere Spiraea, ma anche Cassia aeutifolia, Polygala senega e Dorema ammoniacum). Il primo isolamento della salicina, è tradizionalmente attribuito al farmacista tedesco Johann Andreas Buchner, nel 1828. Secondo la storia dell'aspirina edita da Schindler nel 1979, tuttavia, gli italiani Fontana e Brugnatelli avevano raggiunto lo stesso risultato due anni prima, nel 1826. In realtà l'attribuzione al famoso chimico dell'epoca Brugnatelli è priva di ogni fondamento, essendo lo scienziato morto nel 1818, si tratterebbe più verosimilmente del farmacista veronese Rigatelli, che già nel 1824 aveva segnalato l'isolamento della salicina, pubblicata due anni più tardi.t
Per quanto riguarda Francesco Fontana, anch'egli farmacista veronese (di Pesina) pubblicò nel 1824 una descrizione sommaria del processo estrattivo della salicina
Sia Fontana che Brugnatelli, però, erano solo farmacisti di provincia e non accademici pertanto le loro scoperte non si diffusero tra la comunità scientifica contemporanea, dominata da scienziati tedeschi e, in misura minore, francesi.
Dopo Buchner anche Frenchman Leroux isolò la salicina, e ne dimostrò l'attività antipiretica. Successivamente, nel 1933, anche Merck riportò l'isolamento della salicina a partire dalla corteccia di salice. Questi risultati erano già rilevanti dal punto di vista terapeutico in quanto per idrolisi la salicina si scinde in glucosio ed alcool salicilico, e quest'ultimo può essere ossidato ad acido sia in vivo, ad opera del metabolismo ossidativo, sia in vitro.

### Isolamento e sintesi dell'acido salicilico
Il primo ad ottenere l'acido salicilico fu, nel 1835 il chimico svizzero Carl Jacob Löwig che lo isolò e purificò a partire dalla Spiraea ulmaria. Lo stesso risultato fu ottenuto a Parigi nel 1838 da parte di Piria, ma partendo dalla corteccia di salice. Un anno dopo Dumas dimostrò come i composti di Löwig e Piria fossero identici. Dall'isolamento dei salicilati da fonti naturali il loro uso iniziò a diffondersi e divenne ben noto ed accettato. Ciò favorì i tentativi di ottenere i salicilati per via sintetica.
La prima sintesi chimica dell'acido salicilico è del 1852, da parte dello scienziato tedesco Gerland. mentre l'acetato (acido acetilsalicilico) fu sintetizzato per la prima volta dal chimico francese Gerhardt, nel 1853. I risultati di Gerhardt rimaserò però ignorati fino al 1859, quando lo stesso risultato fu ottenuto da von
Glim. Un altro tedesco, Karl Kraut, mise a punto nel 1862 uno schema di sintesi per l'acido acetilsalicilico ma la sua scoperta fu ignorata.
Nel 1860 Kolbe e Lautemann svilupparono, presso l'università di Marburgo, una semplice sintesi per ottenere acido salicilico a partire dal fenolo: la reazione di Kolbe-Schmitt. Nel 1874 von Heyden, uno studente di Kolbe, costruirà a Dresda il primo impianto industriale per la produzione sintetica di acido salicilico, elemento che contribuirà significativamente all'uso della sostanza, ma più come antisettico per la conservazione di cibo, latte e birra che come medicinale.

### Primi usi clinici

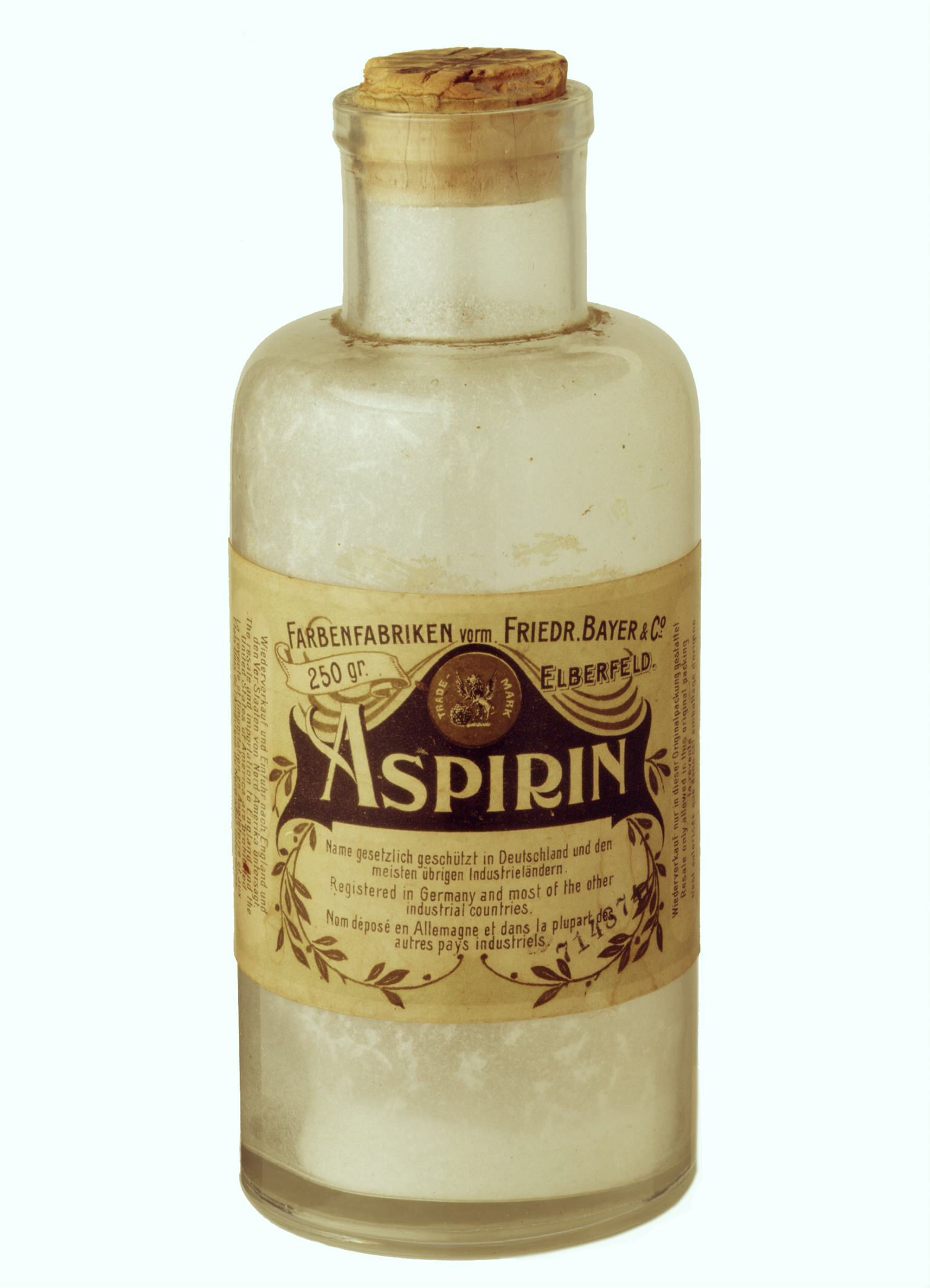
Una bottiglia di aspirina del 1899.

Nel 1875 si segnala il primo resoconto medico sugli effetti antipiretici dell'acido salicilico sintetico, mentre nel 1876 sia Stricker sia Riess riportano, indipendentemente l'uno dall'altro, dell'uso a Berlino dell'acido salicilico nei reumatismi acuti.
Sempre nel 1876 Maclagan riporta la sua esperienza nella cittadina di Dundee dove il trattamento di otto pazienti con reumatismi acuti e sub-acuti con acido salicilico ottiene ottimi risultati sia come antipiretico che come antinfiammatorio.
Ulteriori conferme degli effetti dell'acido salicilico e del salicilato di sodio si hanno in Francia e negli Stati Uniti. All'acido salicilico e suoi sali si aggiungono l'uso di salicilato di metile e salicilato di fenile ma in breve tempo risultano evidenti anche problemi relativi alla tossicità gastrica.

### Sintesi dell'acido acetilsalicilico
Nel 1897 il chimico Felix Hoffman, ricercatore presso la Bayer, iniziò a lavorare alla ricerca di un sostituto meno irritante per la mucosa gastrointestinale dell'acido salicilico. È generalmente accettato che egli iniziò ad occuparsi di questo argomento in quanto suo padre aveva accusato gli effetti collaterali del salicilato di sodio, che assumeva per curare i reumatismi. Il 10 ottobre del 1897 (secondo il suo quaderno di laboratorio) egli sintetizzò l'acido acetilsalicilico (acetilando l'ossidrile fenolico) facendo reagire l'acido salicilico a reflusso con l'anidride acetica. Il composto fu inviato ai test farmacologici dove ottenne risultati molto positivi, quindi fu avviato ai test clinici. L'acido acetilsalicilico (AAS) fu quindi commercializzato col nome di aspirina, derivato dal nome tedesco del composto (Acetylspirsäure). In particolare l'acido salicilico è chiamato Spirsäure in quanto estratto dalla pianta Spirea ulmaria, il prefisso a- rende conto dell'acetilazione mentre il suffisso -ina era un finale comune per i farmaci.
Le vendite iniziarono nel gennaio del 1899 e 5 mesi più tardi l'aspirina divenne il farmaco più venduto al mondo, rimpiazzando gli altri salicilati (acido salicilico, salicilato di sodio, salicilato di fenilel) e gli analgesici/antipiretici non salicilici allora in commercio (fenacetina e antipirina).

### Effetti collaterali

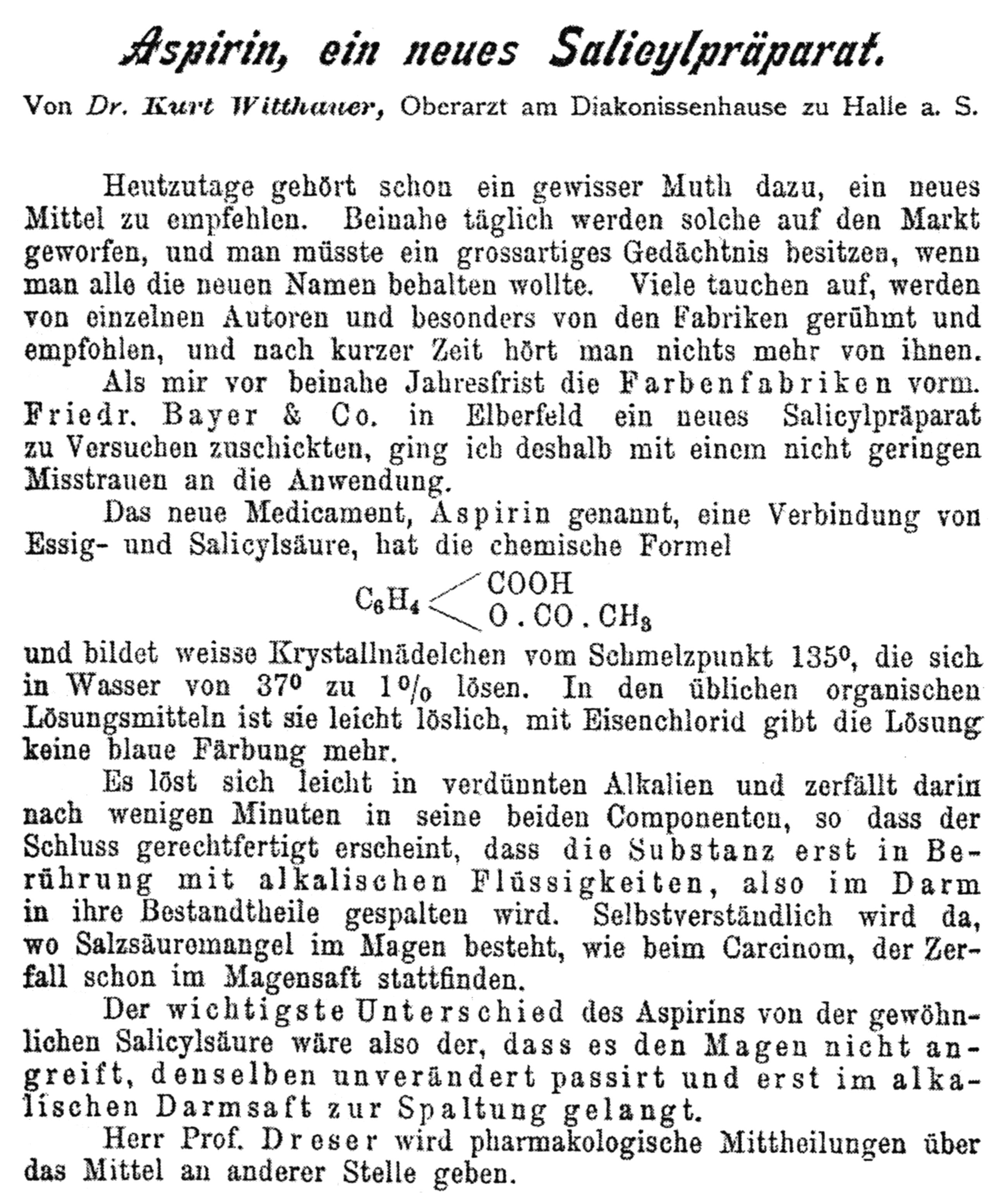
Un articolo del 1899 presenta l'aspirina, "un nuovo salicilato".

La prima pubblicazione sugli effetti collaterali dell'acido acetilsalicilico si deve a Douthwaite e Lintott, nel 1938, che su Lancet segnalarono danni mucosali basandosi su osservazioni gastroscopiche.
Tra gli anni Cinquanta e i primi anni Sessanta del Novecento iniziarono le prime segnalazioni di melena tra i pazienti trattati con AAS. In seguito a queste segnalazioni fu iniziato, sul finire degli anni Sessanta, uno studio clinico che mostrò una correlazione positiva tra assunzione di AAS ed emorragie gastrointestinali. Successivamente negli anni Settanta vasti studi clinici dimostrarono il collegamento tra l'assunzione di FANS e la formazione di ulcere peptiche.

### Proprietà[28]
Nella ricerca delle cause per le aumentate emorragie gastriche in seguito all'assunzione di AAS, negli anni 40 Link scoprì gli effetti debolmente anticoagulanti del composto. Egli, tuttavia, considerò gli effetti anticoagulanti come un pericoloso effetto collaterale e non ne intuì il potenziale terapeutico. Nel 1948 Paul Gibson fu il primo a proporre l'AAS nel trattamento (ma non nella prevenzione) degli eventi coronarici acuti quindi ne testò l'utilizzo su pazienti con tromboflebiti e angina con risultati positivi. Il primo impiego nella prevenzione degli eventi cardiovascolari, invece, si deve a Craven, un otorinolaringoiatra californiano che in una lettera agli "Annali di medicina occidentale" del 1950 segnala come nessuno dei 400 pazienti a cui ha prescritto AAS è andato incontro ad infarto del miocardio. Inoltre egli introdusse l'acido acetilsalicilico anche nella prevenzione secondaria con buoni risultati in uno studio di coorte.

### Meccanismo d'azione e COX
Sebbene i salicilati fossero stati impiegati in clinica per quasi un secolo, fino al 1971 non era ancora stato chiarito il loro meccanismo d'azione. A fare luce su questo argomento fu John Vane con uno storico articolo su Nature intitolato "Inhibition of prostaglandin synthesis as a mechanism of action for aspirin-like drug" che gli valse il Premio Nobel per la medicina nel 1982.
Successivamente sono state individuate 3 diverse isoforme della Prostaglandina-endoperossido sintasi o cicloossigenasi (COX), l'enzima responsabile della sintesi di prostaglandine, prostacicline e trombossani. La scoperta della COX-2 in particolare ha aperto nuove prospettive terapeutiche in quanto tale isoforma è inducibile e responsabile della risposta infiammatoria mentre la COX-1, costitutiva, secerne prostacicline con funzioni housekeeping a livello gastrico. La ricerca di farmaci selettivi per la COX-2, in grado di separare gli effetti collaterali sul tratto gastrointestinale dell'azione antinfiammatoria, ha portato agli inibitori selettivi della COX-2.

## Attività
L'acido salicilico svolge un ruolo importante nel metabolismo umano ed animale, e sebbene nell'uomo la maggior parte sia di origine esogena, ne è stata dimostrata anche la biosintesi endogena.
I principali effetti dei salicilati sono l'analgesia, l'attività antipiretica ed antinfiammatoria. L'acido acetilsalicilico a basse dosi in somministrazione cronica ha un effetto antiaggregante piastrinico ed è utilizzato nella prevenzione secondaria cardiovascolare.

### Analgesia
I salicilati sono usati per la loro attività analgesica più di ogni altra classe di farmaci. In particolare sono impiegati come analgesici periferici (es. mal di testa, mialgie etc).

### Antipiresi
I salicilati a dosi moderate riducono la febbre, ma sovradosaggi possono portare all'intossicazione da salicilati e dare l'effetto opposto.

### Antinflogosi
L'attività più nota dei salicilati è quella antinfiammatoria. In particolare sono farmaci antinfiammatori non-steroidei.

### Indicazioni terapeutiche
I salicilati sono stati impiegati per oltre 100 anni nel trattamento del raffreddore, ma solo recentemente sono stati eseguiti studi clinici che ne hanno attestato scientificamente i noti benefici.
In particolare salicilati si sono dimostrati efficaci nel trattamento delle sindromi influenzali, del mal di gola
Anche l'impiego tradizionale nel trattamento della febbre reumatica è stato confermato da studi clinici,
Infine l'utilizzo di aspirina riduce la mortalità nei pazienti con cancro colorettale con sovraespressione di COX-2.

#### Pediatria
Il rapporto rischio/beneficio e la disponibilità di valide alternative terapeutiche fa sì che nella popolazione pediatrica i salicilati siano controindicati, e rimangano farmaci d'elezione (l'acido acetilsalicilico in particolare) solo nel trattamento delle febbri reumatiche e nella sindrome di Kawasaki. Alcuni ricercatori nel 2004 hanno espresso dei dubbi anche sull'impiego dell'aspirina nella sindrome di Kawasaki.

## Meccanismo d'azione
L'uso dei salicilati è stato introdotto prima che fosse noto il loro meccanismo d'azione; ciò ha favorito, nel tempo, la formazione di diverse teorie per spiegarne i molteplici effetti. Ad oggi è comunemente accettato come principale meccanismo responsabile dell'attività l'inibizione delle ciclossigenasi, responsabili della biosintesi di prostaglandine. A tal proposito va sottolineato un meccanismo diverso per quanto riguarda l'acido acetilsalicilico rispetto agli altri salicilati: l'aspirina, infatti, inibisce le ciclossigenasi mediante un legame covalente mentre gli altri salicilati instaurano più comuni interazioni deboli. In particolare l'AAS acetila i residui di serina (Ser-530 nella COX-1 e Ser-516 nella COX-2). L'AAS, inoltre, mostra una lieve selettività COX-1 in quanto è 10/100 volte più potente verso questo enzima rispetto alla ciclossigenasi-2 (COX-2). Questo in quanto rispetto alla COX-1 l'AAS inibisce sia la formazione dell'endoperossido (procursore di prostaglandine, prostacicline e trombossani) sia la perossidazione sul carbonio 15 dell'acido arachidonico, mentre verso la COX-2 agisce solo con il primo meccanismo d'azione (ma non inibisce la perossidazione in C-15).
Secondo uno studio del 2012 pubblicato su Science i salicilati agirebbero anche attraverso l'attivazione diretta di una AMP-chinasi, con un meccanismo d'azione simile a quello metformina.

## Molecole
Appartengono alla classe dei salicilati:
- l'acido salicilico e i suoi sali (di sodio, potassio e colina);
- gli esteri dell'acido salicilico: salicilato di metile, di fenile e il salsalato;
- la salicilammide;
- l'acido acetilsalicilico;
- altri: diflunisal, olsalazina, sulfasalazina.

### Relazioni struttura-attività
Molti sforzi sono stati compiuti dall'introduzione dell'acido salicilico in terapia nel tentativo di limitarne gli effetti collaterali sul sistema gastrointestinale mantenendone l'attività antinfiammatoria analgesica ed antipiretica ma l'acido acetilsalicilico sintetizzato nel 1897 da Hoffman rimane il composto col miglior profilo farmacologico. Dagli studi condotti è però possibile tracciare delle relazioni struttura-attività (SAR) abbastanza dettagliate.
L'attività sembra essere legata all'anione salicilato mentre la tossicità gastrica è data dalla funzionalità acida: non si può pertanto avere attività senza effetti collaterali. Lo spostamento dell'idrossile in meta o para porta alla perdita dell'attività, mentre l'introduzione di alogeni nell'anello aumentano sia l'attività sia la tossicità. L'introduzione di residui aromatici in posizione 5, come nel diflunisal, incrementa l'attività anti-infiammatoria mentre la riduzione dell'acidità (es. salicilammide) ne comporta la perdita, ma con il mantenimento degli effetti analgesici.

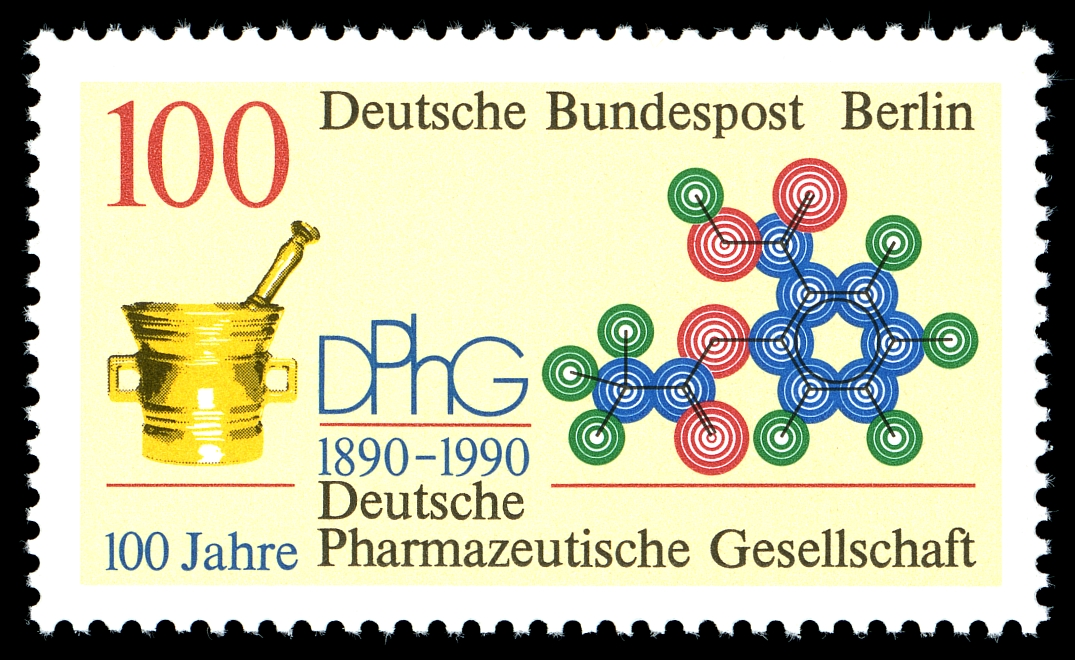
Un francobollo tedesco del 1990 celebra il centenario dell'industria farmaceutica con la formula dell'acido acetilsalicilico.

## Farmacocinetica

### Assorbimento

#### Cutaneo
L'acido salicilico è oggi riservato all'uso esterno in preparazioni topiche come cheratolitico, per il trattamento di malattie della pelle.

#### Orale
I derivati dell'acido salicilico, acido acetilsalicilico in primis, hanno ottima biodisponibilitàorale e vengono pertanto somministrati anche per uso sistemico.
In seguito a somministrazione orale i salicilati sono assorbiti rapidamente, principalmente a livello gastrico e nella prima parte dell'intestino tenue. Il sito di assorbimento dipende strettamente dalla forma farmaceutica: compresse gastroresistenti daranno luogo al solo assorbimento intestinale. In base alla teoria di ripartizione secondo pH, la forma assorbita è quella protonata (neutra), più lipofila ed in grado di attraversare le membrane cellulari e pertanto il pH gioca un ruolo chiave nell'assorbimento di farmaci ionizzabili come i salicilati (acidi deboli). Ne segue che anche i valori del pH duodenale possono influenzare l'assorbimento.
La concomitante assunzione di cibo ne influenza significativamente l'assorbimento tuttavia è consigliabile assumere salicilati a stomaco pieno per limitare gli effetti collaterali a livello gastrointestinale.

#### Rettale
L'assorbimento rettale è estremamente variabile ed è preferita la somministrazione per os.

#### Topico
L'acido salicilico è riservato ad applicazioni topiche ed è ottimamente assorbito anche attraverso la cute integra, fattore che costituisce un potenziale rischio di intossicazioni.

### Distribuzione
In seguito all'assorbimento si distribuiscono uniformemente nei vari tessuti e liquidi extracellulari per diffusione passiva influenzata dal pH. Un sistema di trasporto attivo saturabile li rimuove dal liquido cerebrospinale a livello del plesso coroideo. I salicilati, inoltre, attraversano rapidamente la placenta e possono causare intossicazioni al feto, pertanto il loro uso è sconsigliato in gravidanza.
Secondo studi di farmacocinetica il volume di distribuzione medio è di 0,15 l/Kg, la Cmax è raggiunta in circa un'ora e l'emivita di circa 6 ore.
I salicilati si legano significativamente (80-90%) alle proteine plasmatiche, in particolare all'albumina serica. Ne segue che in caso di ipoalbuminemia, condizione riscontrabile nell'artrite reumatoide, la concentrazione di farmaco libero può risultare maggiore. Il legame proteico può inoltre essere causa di interazioni farmacologiche (vedi oltre).

### Metabolismo

Metabolismo dei salicilati.(fonte)

Tutti i derivati esterei e la salicilammide sono più o meno rapidamente idrolizzati ad acido salicilico, mentre i sali sono già in equilibrio acido/base con la forma protonata. Solo il 10% dell'acido salicilico viene escreto (nelle urine) come tale, mentre il restante 90% è metabolizzato; in particolare va incontro sia al metabolismo di fase I (ossidazione microsomiale epatica) sia di fase II (coniugazione con acido glucuronico e glicina). In particolare, grazie alle funzioni idrossilica ed acida già presenti, prevalgono le reazioni di coniugazione.

#### Reazioni di fase I
Le reazioni di fase 1 sono minoritarie nel metabolismo dei salicilati, in quanto sono responsabili solo di circa il 5% del metabolismo totale. Tra di esse prevale l'ossidazione ad opera del CYP450 che, in questo caso, rende la molecola ancora più idrofila con l'introduzione di uno o più ulteriori idrossili sul residuo aromatico. Il metabolita di ossidazione più importante è l'acido gentisico, ma sono presenti in tracce anche derivati tri-idrossilati.

#### Reazioni di fase II
Il metabolita principale dei salicilati (responsabile di circa l'80% del metabolismo dei salicilati) è l'acido salicilurico che si forma per coniugazione dell'acido salicilico con la glicina per opera della glicina N-aciltransferasi.
Le più comuni coniugazioni con acido glucuronico, catalizzate dalla UDP-glucuronil transferasi, sono responsabili del metabolismo di un altro 15%, portando l totale delle reazioni di fase 2 al 95% della porzione metabolizzata dei salicilati.
La salicilammide si differenzia significativamente dal metabolismo degli altri salicilati, ed è escreta prevalentemente come solfato o addotto glucuronidato senza significativa deamminazione.

### Escrezione
I salicilati sono escreti in gran parte con le urine e solo piccole quantità si trovano nelle feci e nel sudore. La clearance renale è di 15–18 mg/100 ml.

### Tossicità

Sintomi dell'avvelenamento da salicilati.

Livelli ematici di salicilati superiori a quelli terapeutici possono causare tossicità acuta e cronica. La tossicità da salicilati si può verificare anche con l'uso esterno, qualora l'assorbimento sia eccessivo.
I salicilati sono farmaci relativamente sicuri in quanto la dose letale acuta in un adulto è di circa 20-25 g, ovvero oltre 30 compresse. L'avvelenamento da salicilati è più facile nei bambini, per i quali la dose letale è di soli 100 mg/Kg.
Gli effetti tossici dei salicilati dipendono dall'entità del sovradosaggio, e comprendono alterazioni dell'equilibrio acido/base, disaccoppiamenti della fosforilazione ossidativa e disordini al metabolismo del glucosio.
Le manifestazioni cliniche comprendono nausea, vomito, dolore epigastrico, agitazione, irritabilità, tremore, tinnito, aumento del ritmo respiratorio e della profondità del respiro, edema polmonare, disidratazione, alcalosi respiratoria seguita da acidosi sistemica e nei casi più gravi depressione del sistema nervoso centrale e danni epatici.
In particolare i salicilati, agendo direttamente sul centro del respiro a livello del midollo allungato, provocano l'aumento della frequenza respiratoria che da' l'alcalosi respiratoria. Ne segue una aumentata escrezione renale di anioni carbonato seguiti dai cationi sodio e potassio come controioni. La perdita di sali favorisce la disidratazione per osmosi ed una ridotta capacità tampone ematico. La natura acida dei salicilati e dei loro metaboliti causano quindi acidosi sistemica che influenza il metabolismo cellulare (es. glicolisi).

#### Trattamento
Un completo diagramma di flusso sulla gestione dell'intossicazione acuta da salicilati è disponibile in un articolo del 2002.
Se l'assunzione dell'eccessiva dose di salicilati è avvenuta nell'ora precedente il trattamento d'elezione è la lavanda gastrica. L'ulteriore assorbimento di farmaco dal tratto gastrointestinale è quindi ridotto con la somministrazione di carbone attivo.
Segue una valutazione clinica dell'entità dell'avvelenamento e la conseguente scelta del trattamento che può prevedere reidratazione, alcalinizzazione delle urine e, nei casi più gravi, emodialisi.
Manifestazioni cliniche gravi si verificano in meno del 5% dei casi di intossicazione riportati, ed il tasso globale di mortalità per intossicazione acuta da salicilati in ospedale è inferiore allo 0,5%

#### Tinnito
Il tinnito può essere un raro effetto collaterale anche a concentrazioni terapeutiche, ma nella maggior parte dei casi è una conseguenza di concentrazioni tossiche di salicilati.
La correlazione tra tinnito e salicilati è nota da tempo e, grazie alla rapidità d'insorgenza ed alla reversibilità dell'effetto, è stata sfruttata per studiare in animali da laboratorio i meccanismi dell'ototossicità. In particolare l'induzione del tinnito da parte dei salicilati avviene attraverso recettori NMDA cocleari.

#### Sindrome di Reye
La sindrome di Reye è una condizione acuta rara (0,15 casi ogni 100 000 ragazzi sotto i 18 anni) secondaria all'assunzione di salicilati nei soggetti di età pediatrica, fatale nel 20-30% dei casi. In particolare si verifica nei bambini sotto i 12 anni affetti da varicella o sindromi simil-influenzali trattati con salicilati. Ne segue che per queste patologie il farmaco d'elezione è il paracetamolo.

## Effetti collaterali

Effetti collaterali dei salicilati.

Tra gli effetti collaterali dei salicilati, i più comunemente riportati sono disturbi del tratto gastrointestinale (nausea, vomito, disturbi epigastrici, bruciore di stomaco, ulcerazioni, gastriti ed emorragie gastrointestinali). Le emorragie gastrointestinali in particolare possono essere anche indolori e sono possibili anche a bassi dosaggi e secondo alcuni studi non dipendono tanto dal dosaggio quanto dalla frequenza di assunzione del farmaco. L'incidenza di questi disturbi può essere drasticamente ridotta con la cosomministrazione di un inibitore della pompa protonica. Non è chiaro se il sanguinamento occulto provocato da trattamenti cronici con salicilati (es. acido acetilsalicilico come antiaggregante piastrinico in prevenzione secondaria) possa indurre anemia per carenza di ferro, specie nella popolazione geriatrica.
I salicilati possono inoltre causare broncocostrizione ed attacchi asmatici nei soggetti predisposti su base genetica.

## Interazioni farmacologiche
L'ampio uso dei salicilati, e dell'aspirina in particolare, ha fatto sì che, nel tempo, siano state individuate numerose interazioni con altri farmaci, talvolta anche clinicamente significative. Tali interazioni possono verificarsi a diversi livelli (assorbimento, legame proteine plasmatiche etc).

### Distribuzione
Le interazioni farmacologiche a livello della distribuzione riguardano principalmente il legame alle proteine plasmatiche. Le caratteristiche di acidi deboli dei salicilati (nell'AAS pKa 3,5), infatti, fanno sì che al pH ematico essi siano prevalentemente deprotonati e pertanto si leghino all'albumina serica. Ciò può comportare competizione e spiazzamento con altri farmaci fortemente legati all'albumina, come gli anticoagulanti orali (warfarin). Tutto ciò va a sommarsi all'azione anticoagulante propria dei salicilati come inibitori della sintesi di protrombina. Questa interazione può, pertanto, avere significanza clinica: in presenza di salicilati, infatti, la concentrazione di anticoagulante libero (e quindi attivo) aumenta e, se non ne viene ridotto il dosaggio, il paziente risulterà eccessivamente scoagulato e saranno possibili emorragie.
Altri farmaci con i quali possono verificarsi interazioni a livello del legame con le proteine plasmatiche sono i sulfamidici con emivita lunga, e gli ipoglicemizzanti orali (con acutizzarsi dell'effetto ipoglicemizzante).

### Escrezione
Per quanto riguarda il metotrexato è nota da tempo l'interazione coi salicilati, ed inizialmente si riteneva che il meccanismo principale fosse la competizione col legame alle proteine sieriche. Successivamente è stato dimostrato come sia più importante l'interazione a livello dell'escrezione. In particolare l'inibizione della sintesi di prostaglandine da parte dei salicilati riduce il flusso ematico renale, e quindi la filtrazione glomerulare di metotrexato. Inoltre i salicilati inibiscono la secrezione tubulare di metotrexato, A cavallo del nuovo millennio, poi, alcuni studi in vitro hanno evidenziato l'esistenza di molti trasportatori a livello renale per i FANS e per il metotrexato (OAT1, OAT3, OAT4, AOT-K1, RFC-1, MRP2, MRP4). Alla luce del fatto che l'eliminazione di metotressato avviene principalmente per secrezione tubulare alcuni ritengono che la competizione a livello dei trasportatori renali possa essere il meccanismo d'interazione principale.
Un'altra interazione a livello renale è quella tra salicilati ed uricosurici. Inoltre i salicilati possono antagonizzare gli effetti diuretici dell'aldosterone e degli analoghi quali lo spironolattone.
I corticosteroidi, invece, a causa dell'aumentata filtrazione glomerulare aumentano l'escrezione di salicilati. Inoltre i corticosteroidi, così come il consumo di alcool, possono aggravare la formazione e la gravità delle ulcere gastriche indotte da salicilati.